# Джеймс Ловелл
Джеймс Ловелл (англ. James Lovell, 25 березня 1928, Клівленд, штат Огайо, США — 7 серпня 2025) — астронавт США, капітан 1-го рангу ВМФ.

## Біографія
Закінчив Вісконсинський університет і Військово-морську академію в Аннаполісі (1952), а також школу авіаційної безпеки при університеті у Південній Каліфорнії.
З 1962 року — у групі астронавтів.
4-18 грудня 1965 року разом з Ф. Борманом здійснив політ на космічному кораблі «Джеміні-7», встановивши рекорд тривалості польоту (14 діб), 11-15 листопада 1966 року разом з Б. Олдріном — на кораблі «Джеміні-12».
21-27 грудня 1968 року разом з Ф. Борманом та В. Андерсом здійснив 1-й політ до Місяця на кораблі «Аполлон-8» з виходом на селеноцентричну орбіту (перший в історії політ людини до іншого небесного тіла). 11-17 червня 1970 року — з Дж. Л. Свайгерт та Ф. Хейсом — політ у ролі командира екіпажу до Місяця на кораблі «Аполлон-13». Під час польоту трапилась аварія, що унеможливила висадку на місячну поверхню, екіпаж, однак, вдалось врятувати.
Ім'ям Ловелла названо кратер на зворотному боці Місяця.

## В кінематографі
У фільмі Аполлон-13 роль Джеймса Ловелла зіграв Том Генкс. Сам Ловелл з'являється у фінальній сцені фільму в образі морського офіцера.